# Liste der Naturdenkmale in Petershagen
Die Liste der Naturdenkmale in Petershagen führt die Naturdenkmale in Petershagen im Kreis Minden-Lübbecke in Nordrhein-Westfalen auf.

## Naturdenkmale
| Bild | Nummer | Objektbezeichnung                   | Gemarkung       | Flurstück    | Lagebeschreibung | Bemerkung | Koordinaten                 |
| ---- | ------ | ----------------------------------- | --------------- | ------------ | --- | --------- | --------------------------- |
|      | A.7.10 | 1 Esche                             | Ilse            | 5 - 81       | südlich der Hofanlage | G         | 52° 24′ 1″ N, 9° 2′ 36″ O   |
|      | A.7.12 | 2 Schwarzpappeln                    | Lahde           | 3 - 183      | an der Böschung südlich des Weges „Rothe Mühle“                                                                              | G         | 52° 21′ 13″ N, 8° 59′ 40″ O |
|      | B.7.1  | 1 Flatterulme                       | Bierde          | 7 - 124      | Osterend 17, am Wirtschaftsweg westlich des Hofes                                                                            | G         | 52° 22′ 6″ N, 9° 2′ 44″ O   |
|      | B.7.2  | 1 Stieleiche                        | Ovenstädt       | 4 - 399      | auf dem Vorplatz der Kirche                                                                                                  | G         | 52° 25′ 3″ N, 8° 58′ 27″ O  |
|      | B.7.3  | 1 Stieleiche                        | Quetzen         | 1 - 45       | im Innenhof Riehe Höfe 1 | G         | 52° 21′ 21″ N, 9° 1′ 28″ O  |
|      | B.7.4  | 1 Stieleiche                        | Frille          | 10 - 36      | Hofeiche Erstes Dorf 33, nördlich des Hofes                                                                                  | G         | 52° 20′ 48″ N, 8° 59′ 34″ O |
|      | B.7.5  | 1 Winterlinde                       | Seelenfeld      | 2 - 234      | an der Hofzufahrt Schulberg 21                                                                                               | G         | 52° 26′ 1″ N, 9° 4′ 42″ O   |
|      | B.7.6  | 1 Stieleiche                        | Meßlingen       | 7 - 270      | im Garten des Hauses Vaselinge 7                                                                                             | G         | 52° 22′ 36″ N, 8° 54′ 0″ O  |
|      | 1      | Erlenbruch „Im Depenbrocke“         | Heimsen         | 15 - 65      | östlich von Bockshorn bei Heimsen                                                                                            | F         | 52° 27′ 13″ N, 9° 4′ 29″ O  |
|      | 2      | mehrstämmige Hainbuche              | Döhren          | 3 - 96       | südlich von Ilvese, östlich der Bahnlinie an einem Wirtschaftsweg                                                            | G         | 52° 26′ 47″ N, 9° 1′ 51″ O  |
|      | 3      | Rotbuche „Zum Grünen“               | Seelenfeld      | 2 - 79       | nördlich eines Hauses in Seelenfeld an der Straße „Zum Grünen“                                                               | G         | 52° 26′ 19″ N, 9° 4′ 6″ O   |
|      | 4      | Sandgrube „Alte Heide“              | Seelenfeld      | 4 - 88       | südlich der Ahnenstätte „Seelenfeld“                                                                                         | F         | 52° 26′ 19″ N, 9° 5′ 48″ O  |
|      | 5      | Buchen-Eichengruppe „Soegestraße“   | Seelenfeld      | 5 - 18       | nördlich des Wirtschaftsweges „Soegestraße“, östlich von Seelenfeld „Auf dem Berge“                                          | G         | 52° 25′ 56″ N, 9° 6′ 4″ O   |
|      | 6      | Erlenbruch „Am Brennwiesengraben“   | Neuenknick      | 4 - 25       | nordöstlich der Speedwaybahn Lindenau, direkt südlich des Brennwiesengrabens                                                 | F         | 52° 25′ 41″ N, 9° 6′ 7″ O   |
|      | 7      | Stieleiche „Quinheide“              | Neuenknick      | 8 - 18       | nordwestlich von Quinheide, nördlich der Quinheider Straße                                                                   | G         | 52° 24′ 35″ N, 9° 3′ 37″ O  |
|      | 8      | Stieleiche „Rosenhagen“             | Rosenhagen      | 1 - 63       | auf einer Weide am nordwestlichen Ortseingang von Rosenhagen, westlich der K 4                                               | G         | 52° 24′ 3″ N, 9° 5′ 50″ O   |
|      | 9      | Ockerquellen „Vogelsang“            | Gorspen-Vahlsen | 2 - 98       | am östlichen Steilufer der Gehle bei Vogelsang, unterhalb des Windkraftrades                                                 | F         | 52° 23′ 35″ N, 9° 2′ 45″ O  |
|      | 10     | 2 Winterlinden „Vahlsen“            | Gorspen-Vahlsen | 2 - 115+116  | am Hofeingang südlich der Vahlser Straße                                                                                     | G         | 52° 23′ 20″ N, 9° 1′ 56″ O  |
|      | 11     | Stieleiche „Ilserheide“             | Ilserheide      | 5 - 4        | auf einer Weide in Ilserheide an der Straße „Am Schnetgraben“                                                                | G         | 52° 22′ 54″ N, 9° 3′ 22″ O  |
|      | 12     | Stieleiche „Schnetbrink“            | Bierde          | 6 - 52/1     | nördlich der Stelle, an der die Straße „Schnetbrink“ von der K 6 abzweigt                                                    | G         | 52° 22′ 23″ N, 9° 4′ 10″ O  |
|      | 13     | Zweigriffliger Weißdorn „Stehbrink“ | Bierde          | 8 - 20       | auf einer Wiese südwestlich von Stehbrink                                                                                    | G         | 52° 21′ 49″ N, 9° 4′ 7″ O   |
|      | 1      | Stieleiche „Kleine Heide“           | Maaslingen      | 14 - 28      | nördlich von Kleine Heide, östlich eines Feldweges                                                                           | G         | 52° 23′ 24″ N, 8° 54′ 6″ O  |
|      | 2      | Stieleiche „Überheide“              | Maaslingen      | 13 - 44      | südlich von Kleine Heide | G         | 52° 23′ 17″ N, 8° 54′ 4″ O  |
|      | 3      | Sumpf „Vor der Brücke“              | Maaslingen      | 12 - 63 tlw. | Nördlich von Meßlingen, zwischen der L 770 und der Ösper                                                                     | F         | 52° 23′ 2″ N, 8° 54′ 12″ O  |
|      | 4      | Stieleiche „Osterhope“              | Eldagsen        | 3 - 133      | südlich von Osterhope, nördlich der Ösper                                                                                    | G         | 52° 22′ 57″ N, 8° 56′ 51″ O |
|      | 5      | Stieleiche „Besselskamp“            | Meßlingen       | 6 - 25       | innerhalb des Eichenwaldes südlich der L 770                                                                                 | G         | 52° 22′ 48″ N, 8° 54′ 36″ O |
|      | 6      | „Krause Eiche“                      | Petershagen     | 19 - 50      | innerhalb des Heisterholzes, im NSG „Heisterholz“, an der Nettelbeckstraße                                                   | G         | 52° 22′ 2″ N, 8° 56′ 45″ O  |
|      | 8      | Findling südlich Südfelde           | Südfelde        | 4 - 61       | Südwestlich der Tongrube Harrienstädt inmitten einer Grünlandfläche, vollständig mit Erde überdeckt und mit Gras überwachsen | Geo       | 52° 21′ 37″ N, 8° 53′ 15″ O |
|      | 9      | Stieleiche „Galgenheide“            | Friedewalde     | 8 - 230/107  | an dem Verbindungsweg zwischen der „Galgenheider Straße“ und der Straße „Galgenfeld“ im Randbereich eines Hausgartens        | G         | 52° 21′ 36″ N, 8° 49′ 20″ O |
|      | 10     | Winterlinde „Am Rhien“              | Friedewalde     | 3 - 200/116  | am südlichen Ortsrand von Friedewalde, südlich der Förthofstraße direkt an einem Graben                                      | G         | 52° 21′ 11″ N, 8° 51′ 19″ O |

## Anmerkung
1. ↑  G=Gehölz, F=Flächenhaftes Objekt, Geo=Geologisches Objekt